# 喬根森冰原島峰
83°43′S 164°12′E / 83.717°S 164.200°E
喬根森冰原島峰（英語：Jorgensen Nunataks），是南極洲的冰原島峰，位於沙克爾頓海岸，由2座島峰組成，屬於毛德王后山脈的一部分，以美國研究隊的氣象學家命名，現時由南極條約體系管理。